# Metralladora DP
La Metralladora Degtyaryov (en rus: Пулемёт Дегтярёвa Пехотный, Pulemyot Degtyaryova Pekhotny, en català: Metralladora per a infanteria Degtyaryov) o DP-28, era una metralladora lleugera utilitzada principalment per la Unió Soviètica a partir de 1928, que utilitzava la munició de 7,62 x 54 mm R. La metralladora DP va començar a ser reemplaçada en la dècada de 1950 per la metralladora RPD, i va ser totalment reemplaçada de l'arsenal soviètic per la metralladora de propòsit general PK en la dècada de 1960.

## Disseny
La DP-27 era una versió millorada de l'anterior DP-26, les quals van ser dissenyades també per Vassili Degtiariov. La DP-27 era relatibament fàcil de produir i barata (algunes de les primeres versions només disposaven de 80 peces). La DP era molt capaça de resistir al fang de manera acceptable. En algunes proves, la DP va ser enterrada sota sorra i fang, i va ser capaç de disparar més de 500 trets sense encasquillar-se. Una de les majors desavantatges de les metralladores DP era el bípede; no aguantaba gaireforça, i es trencava fàcilment. Endemés, la molla del retrocés estava situada sota del canó, al costat del pistó de gas; aquest era un altre dels problemes de la DP, ja que la molla a vegades deixava de funcionar o funcionava erroneament per culpa de la calor transmesa pel canó. Endemés, la metralladora DP només disposava d'un tipus nde carregador, un carregador circular de 47 bales carregada en la part superior de l'arma, el que feia que el foc sostingut amb aquesta arma fos molt difícil, per culpa de la limitada munició que aquest carregador podia portar, no com algunes de les seves contemporànies, que utilitzaven cintes de municions. La munició a vegades causava problemes en el foc automàtic. Degtyarov va haver d'utilitzar un carregador pla superior, el que va poder fer que la munició pogués ser alimentada a l'arma de manera funcional i fiable, però això va fer que l'arma fos més pesant, i molt incòmode de portar, a part que es podia fer malbé fàcilment. Per el disseny del carregador, carregar un carregador buit de munició duïa molt de temps (comparat amb els de cintes o altres armes contemporànies). Un gran factor a favor de les DP era la seva baixa cadència de foc, el que feia que el canó no es sobre escalfés tant ràpidament.

## Història
A pesar de que hi van haver-hi diversos problemes, la DP disposava una reputació de ser una arma relativament efectiva de suport lleuger. Va ser apodada com el Toca discs (proigryvatel') per les tropes de l'Exèrcit Roig, ja que el carregador en forma de disc, el que era relativament similar a un gramòfon i aquest carregador rotava a la vegada que disparava. Moltes DP van ser capturades per l'Exèrcit Finlandès en la Guerra d'Hivern, i la Guerra de Continuació i va reemplaçar temporalment la Lahti-Saloranta M/26. La DP va rebre el sobrenom d'Emma per part dels finlandesos, per un conegut vals, un alatre vegada, per la seva similitud amb un toca discs. En l'estiu de 1944, l'Exèrcit Finlandès disposava de prop de 3.400 Lahti-Salorantas finlandeses i prop de 9.000 Degtyarevs soviètiques capturades en el front.
Els nacionalistes xinesos van rebre prop de 5.600 DP de l'URSS i les van utilitzar en la Segona Guerra sinojaponesa i la Guerra Civil Xinesa. Els comunistes xinesos van utilitzar les DP en la Guerra de Corea i van copiar la DPM com a Tipus 53.
Totes les variants de les metralladores DP van ser entregades i venudes a Viet Minh en la Guerra d'Indoxina per l'URSS i els comunistes xinesos. I va passar el mateix en la Guerra del Vietnam amb l'Exèrcit de Vietnam del Nord i el Vietcong.
Un número de RP-46 variants de les DP han sigut trobades avui en dia a Somàlia, sent utilitzades per les forces militants, i endemés per les forces revels en 2011 a Líbia per a derrocar a Muammar Gaddafi.
Les DP-28 també han sigut utilitzades per els lluitadors talibans a la Província de Helmand, a l'Afganistan en 2014.
DPs o DPM també han sigut trobades en 2014 en el Conflicte al nord del Mali.

## Variants
- DPM, versió modernitzada adoptada entre 1943-1944, amb un bípede més robust subjectat al sistema de refrigeració, i el sistema de retrocés de la molla, situat en la part de darrere de l'arma, amb una variació en la empunyadura de l'arma (aquesta variant va ser produïda en Xina com a Tipus 53).
- DA, era la versió de la DP per a ser muntada en aviació (Дегтярёва авиационный, Degtyaryova Aviatsionny; ДА). També van ser utilitzades en montures tandem, conegudes com a DA-2. Van ser utilitzades en les primeres versions dels bombarders Túpolev TB-3 i en els caces Polikàrpov R-5 i Polikàrpov Po-2. Les DA pesaven 7,1 kg buides i 11,5 kg carregades. Podein disparar a una tassa de foc d'uns 600 trets per minut. Van ser construïdes entre 1928 i març de 1930, amb unes 1.200 unitats construïdes.[10] Va ser reemplaçada per la metralladora XKAS, la qual disposava d'una cadència de foc molt més alta.
- DT i DTM, eren carregades i utilitzades en vehicles de combat blindats (Дегтярёва танковый, Degtyaryova Tankovy; ДТ i ДТМ)
- DTM-4, (ДТМ-4) versió montada quadruple.[11]

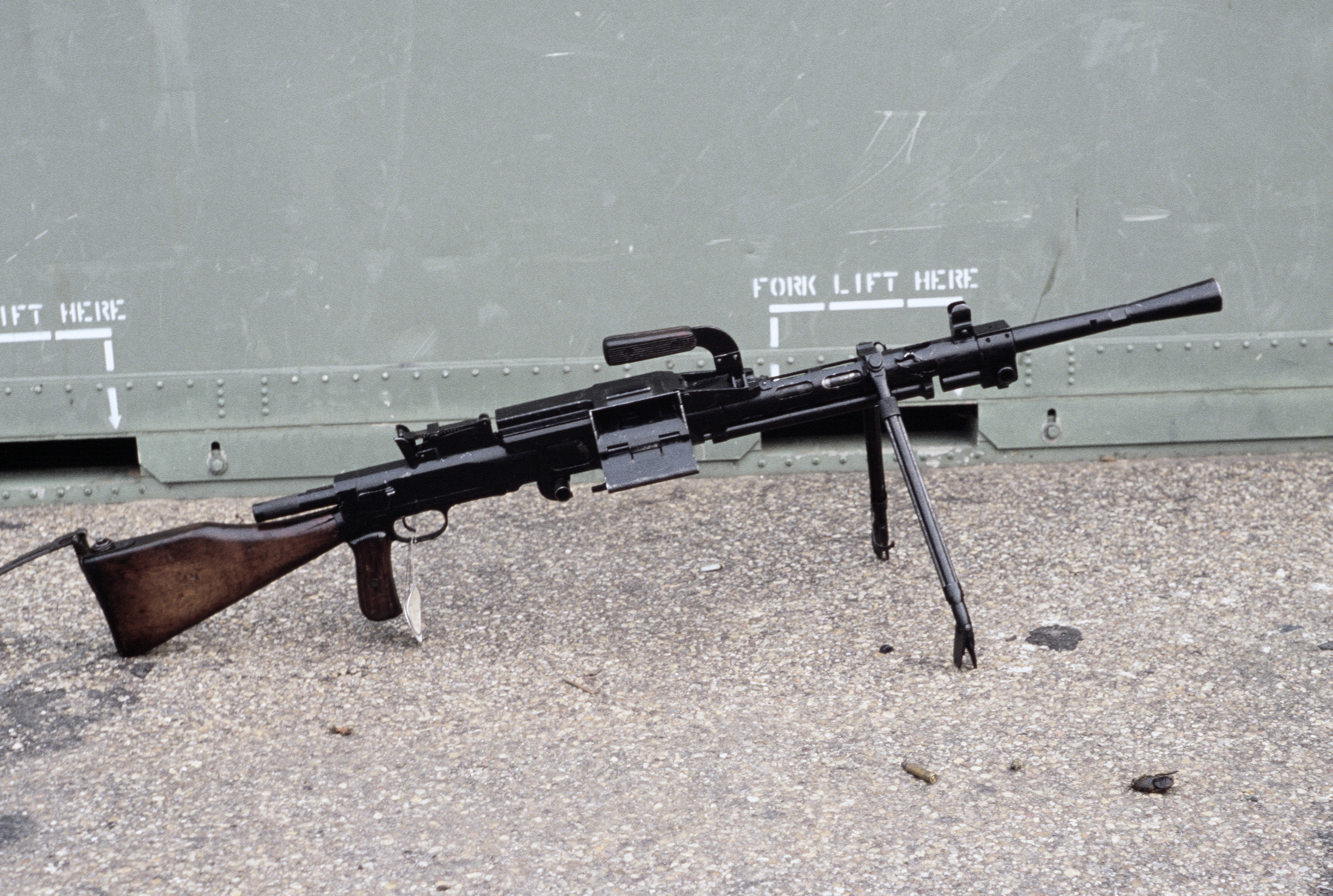
RP-46

- RP-46 (Ротный пулемет - metralladora de companyia): una versió alimentada per una cinta metàl·lica adoptada en 1946, amb un canó més pesant per a un foc sostingut més durador. Es podien disparar unes 500 bales continues abans que el canó hagués de ser canviat o refrigerat. Endemés disposava d'un sistema operat per gas ajustable per l'operador, amb tres forats diferents de diferents diàmetres, per a poder ser adaptada a les diferents condicions meteorològiques entre d'altres. A pesar que de que la RP-46 buida pesava 2,5 kg més que les DP, quan a aquesta se li equipava la seva caixa de 250 bales, pesava 10 kg, bastant menys que la DP amb la mateixa quantitat de munició en carregadors de DP. La RP-46 va seguir en servei amb la Unió Soviètica durant 15 anys abans que fos reemplaçada (junt amb la SG-43 Goriunov) per la metralladora PK. La RP-46 va ser produïda posteriorment per la Xina com la Tipus 58, i a Corea del Nord com a Tipus 64.[12] The RP-46 could still fire from DP-style magazines by removing its belt-feeding system.[13]

Les versions originals de les DP, són més conegudes com a DP-28 (DP-27), a pesar de que hi ha confusió sobre quina és la seva nomenclatura oficial.

## Usuaris
- Albània: Variant de la RP-46.[14]
- Algèria: Variant de la RP-46.[14]
- Angola: Variant de la RP-46.[14]
- Benín: Variant de la RP-46.[14]
- Bulgària[cal citació]
- República Centreafricana: Variant de la RP-46.[14]
- República de la Xina[cal citació]
- República Popular de la Xina[15]
- Comores: Variant de la RP-46.[14]
- Congo: Variant de la RP-46.[14]
- Cuba: Variant de la RP-46.[14]
- Guinea Equatorial: Variant de la RP-46.[14]
- Etiòpia: Variant de la RP-46.[14]
- Finlàndia: Van utilitzar els models capturats durant la Segona Guerra Mundial.[16]
- Alemanya Nazi: Les armes capturades van ser utilitzades per la Volkssturm.[17]
- Hongria: DP, DPM and DTM variant[18]
- Laos: Variant de la RP-46.[14]
- Líbia: Variant de la RP-46.[14]
- Nigèria: Variant de la RP-46.[14]
- Corea del Nord: RP-46, DPM variant.[19]
- Polònia: Utilitzat en la Segona Guerra Mundial i durant tota la Guerra freda.[cal citació]
- Seychelles: Variant de la RP-46.[14]
- Somàlia: Variant de la RP-46.[14]
- Unió Soviètica[15]
- Sudan: Variant de la RP-46.[14]
- Tanzània: Variant de la RP-46.[14]
- Togo: Variant de la RP-46.[14]
- Vietnam del Nord
- República de Vietnam del Sud
- Vietnam
- Zàmbia: Variant de la RP-46.[20]